# Molibdofornacite
La molibdofornacite è un minerale.